# Mohamed Charmi
Mohamed Charmi –en árabe, محمد الشرمي– (nacido el 28 de mayo de 1981) es un deportista tunecino que compitió en atletismo adaptado. Ganó seis medallas en los Juegos Paralímpicos de Verano entre los años 2004 y 2012.

## Palmarés internacional
| Juegos Paralímpicos | Juegos Paralímpicos   | Juegos Paralímpicos | Juegos Paralímpicos |
| Año                 | Lugar                 | Medalla             | Prueba              |
| ------------------- | --------------------- | ------------------- | ------------------- |
| 2004                | Atenas (Grecia)       | Medalla de oro      | 1500 m T37          |
| 2004                | Atenas (Grecia)       | Medalla de oro      | 4 × 400 m T35-38    |
| 2004                | Atenas (Grecia)       | Medalla de plata    | 800 m T37           |
| 2008                | Pekín (China)         | Medalla de bronce   | 4 × 100 m T35-38    |
| 2012                | Londres (Reino Unido) | Medalla de plata    | 800 m T37           |
| 2012                | Londres (Reino Unido) | Medalla de bronce   | 1500 m T37          |